# Padánia

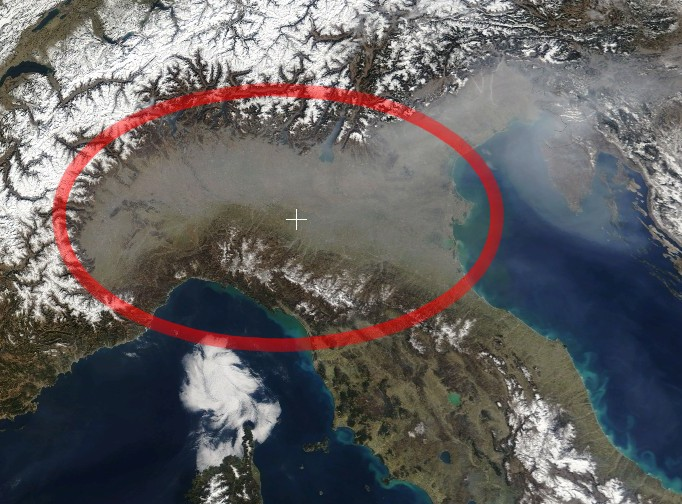
A Pó völgye (Val Padana) műholdas térképen

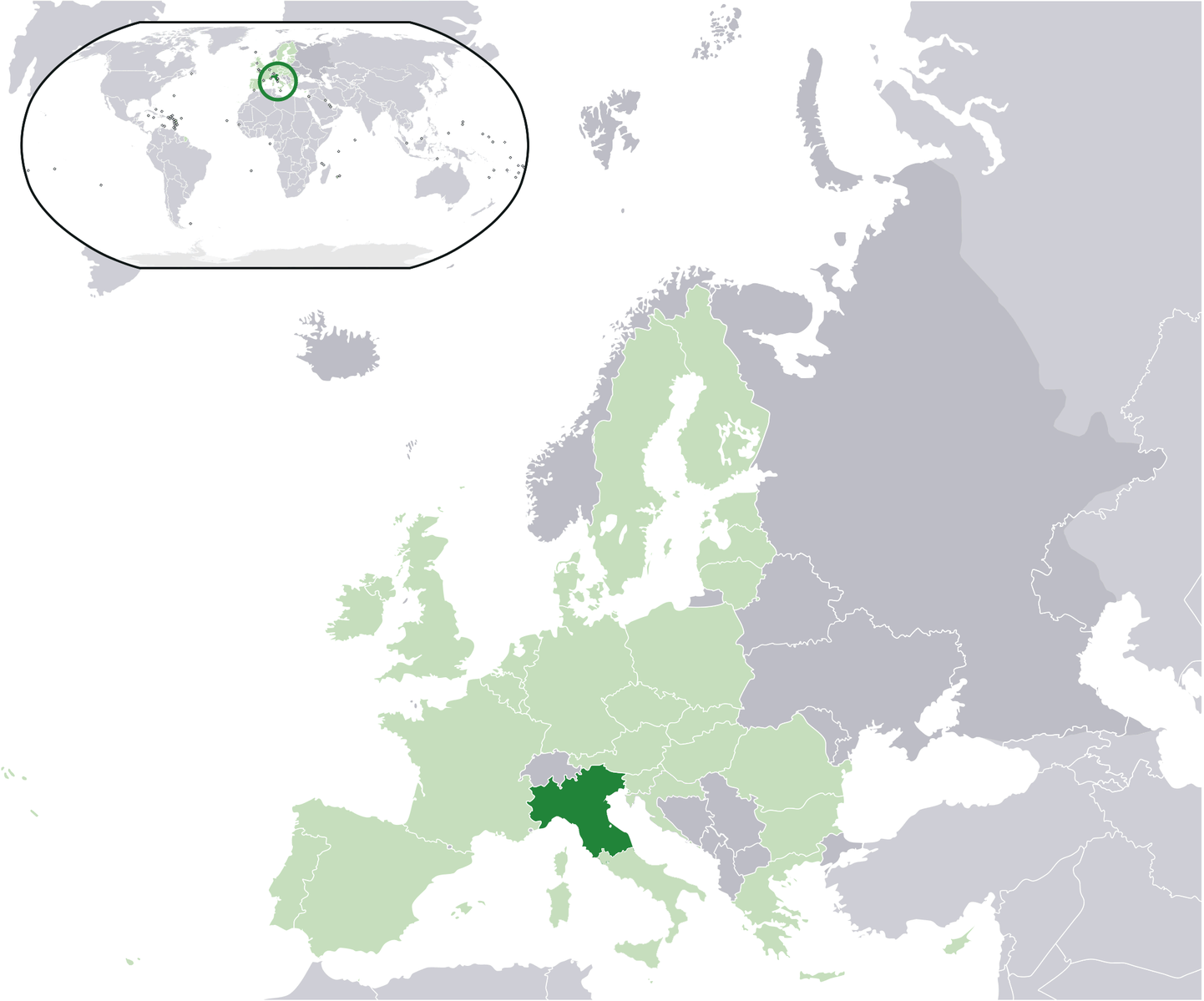
Padánia: Az Északi Liga területi igénye (sötétzöld színnel jelölve)

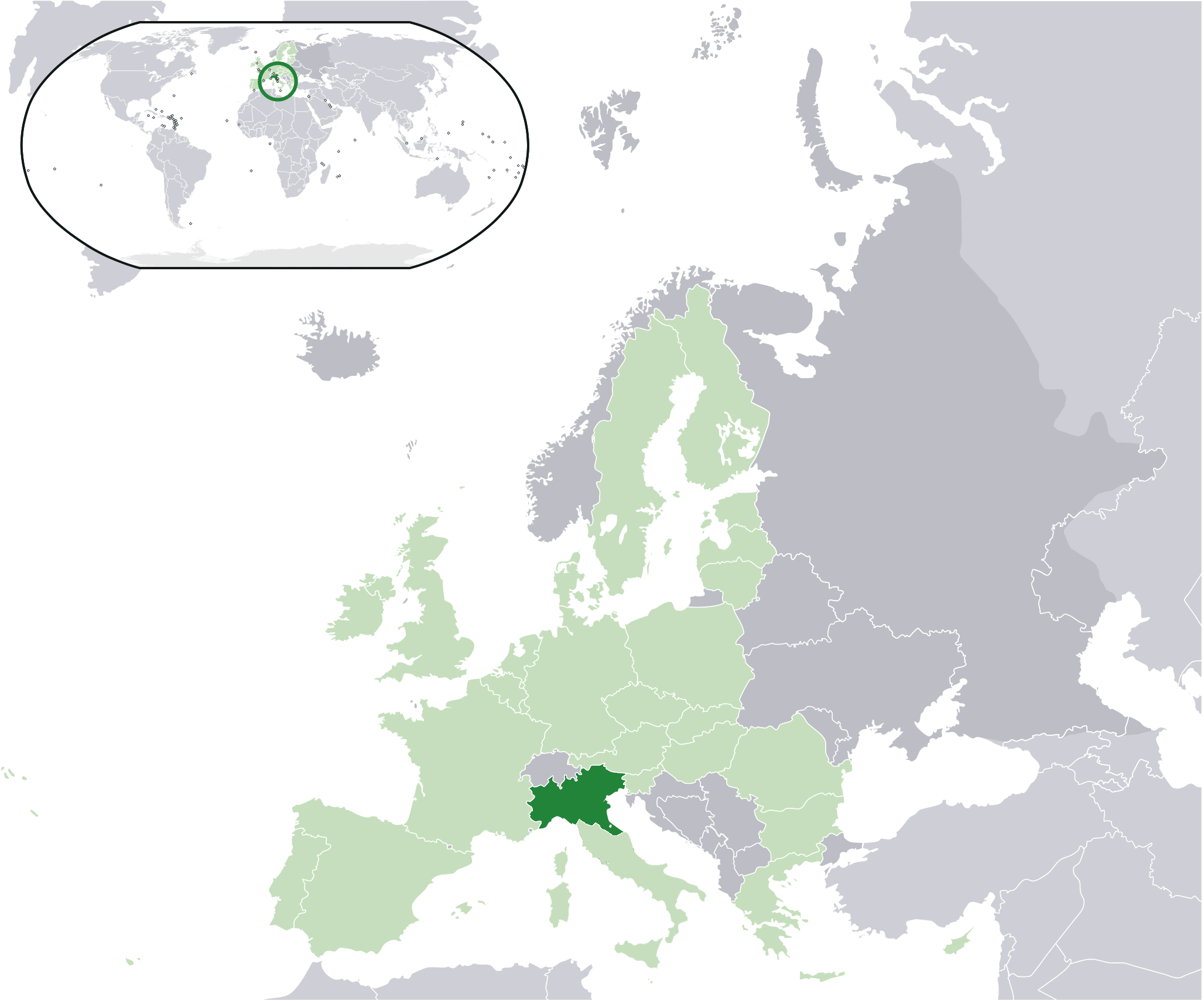
Padánia: A Lega Padana területi igénye (sötétzöld színnel jelölve)

Padánia Észak-Olaszország alternatív neve. A kifejezést az 1990-es évek elejéig még nem nagyon használták, ekkor azonban az Északi Liga felvetette az észak-olasz régió - amely nem mellékesen az ország legiparosodottabb és leggazdagabb tartománya - függetlenségének ötletét, amely elképzelés mellett a mai napig kiáll; a párt teljes neve is ennek az eszmének ad helyet: Lega Nord per l’Indipendenza della Padania (magyarul: Északi Liga Padánia Függetlenségéért).

## Elnevezés és használat
Padánia neve a Pó folyó latin nevéből, a Padusból származik. A kifejezés elsősorban szociális-gazdasági értelmű; földrajzi értelemben (atlaszokban, földrajzi témájú könyvekben) a térséget inkább a Pianura Padana vagy Val Padana kifejezésekkel illetik; magyarul Pó-síkság-ként. Földrajzi értelemben így, a Padánia szinonimájakén használt Észak-Olaszország megnevezés nem teljesen helytálló.
Az 1960-as évektől az újságíró Gianni Brera a Padania nevet Gallia Cisalpina volt római provinciára használta. Egy 1965-ös enciklopédiában és az olasz nyelv 1971-es Devoti-Oli szótárában a kifejezés a Pó-síkság szinonimájaként jelent meg. Az 1991-ben, több északi helyi párt egyesüléséből megszületett Északi Liga nevű politikai párt a Padánia nevet hasonló földrajzi területre vonatkoztatta, mint Brera, de erősebb politikai és szociális-gazdasági színezetet adott a kifejezésnek.

## Nyelvek
Padánia területének hivatalos nyelve az olasz. E mellett kisebb közösségek használják a franciát, az okcitánt, a németet és a friulit.